# قائم مؤخرة

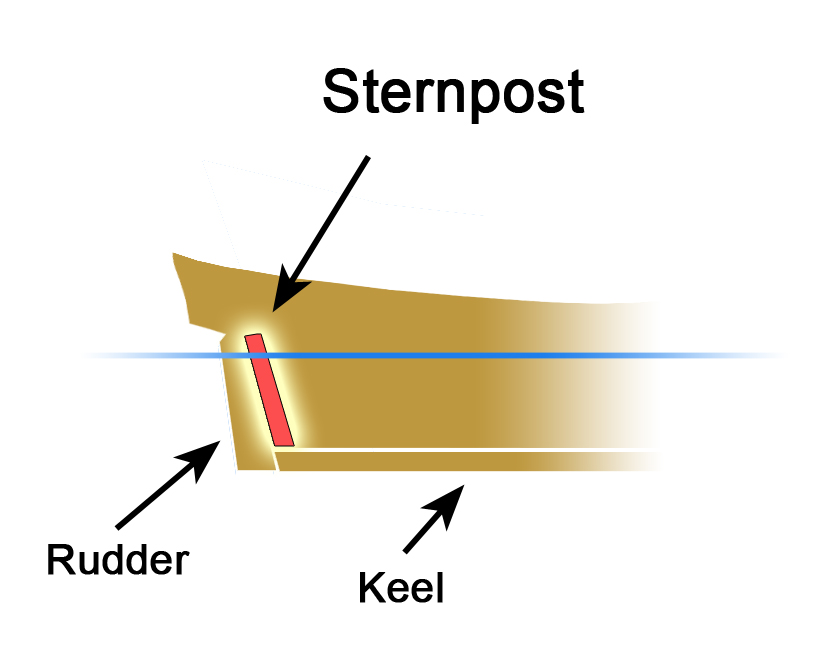
الارتفاع الجانبي للسفينة الشراعية مع إبراز قائم مؤخرة السفينة

قائم المؤخرة (بالإنجليزية: Sternpost)‏ هو العضو الهيكلي المستقيم أو العمود الموجود في مؤخَّر سفينة أو قارب (مركبة مائية خشبية عمومًا)، والذي يتم ربط العتبات الخلفية المستعرضة والجزء الزاوي الأيسر الخلفي الأقصى من المؤخرة بها.
قد يكون قائم المؤخرة عموديًا تمامًا أو قد يكون مائلاً للخلف قليلاً. إنها تقع على مؤخر صالب السفينة.

## أنظر أيضا
- بناء القوارب
- بناء السفن